# 小毛爾凱斯山

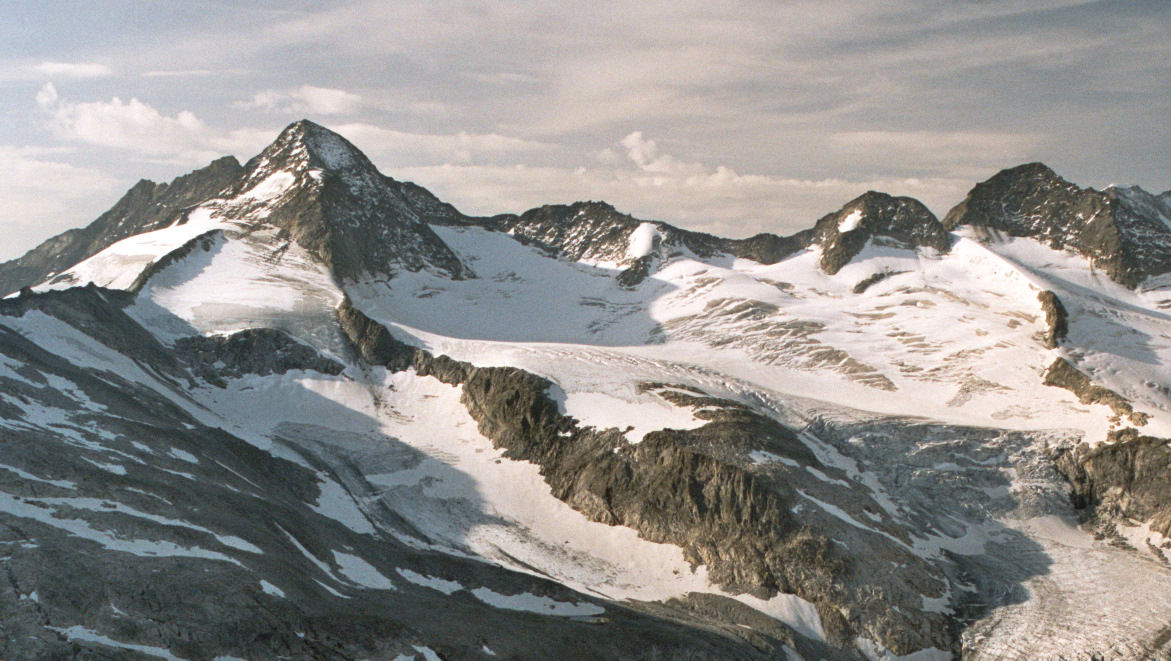

47°05′41″N 12°17′26″E / 47.094606°N 12.290471°E
小毛爾凱斯山（德語：Kleiner Maurerkeeskopf），是奧地利的山峰，位於該國中部，處於薩爾茨堡州和蒂羅爾州接壤的邊界，屬於維內迪傑山脈的一部分，海拔高度3,205米。